# 1894 Haffner
Az 1894 Haffner (ideiglenes jelöléssel 1971 UH) a Naprendszer kisbolygóövében található aszteroida. Luboš Kohoutek fedezte fel 1971. október 26-án.